# クレスケンティア (小惑星)
クレスケンティア (660 Crescentia) は小惑星帯に位置する小惑星である。マサチューセッツ州タウントンでジョエル・ヘイスティングス・メトカーフによって発見された。
ドイツの伝説 Genevieve of Brabant の別バージョンである Historic von der geduldigen Königin Crescentia のヒロインにちなんで命名された。